# Ivan Kawaleridze
Cova de Ivan Kawaleridze no Cemitério Baikowe
Vista da sepultura.
Ivan Petrovich Kawaleridze (13 de abril [Calend. juliano: 01 de abril] 1887, Khutir Ladansky, região de Sumy - 3 de dezembro de 1978, Kiev) foi  um escultor, diretor de cinema, dramaturgo, roteirista, artista de cinema ucraniano.

## Biografia
Ele nasceu em uma família de camponeses de Kylyna Lukivna Kukharenko e Petro Vasyliovych Kavaleridze (Khvaridze), filho de Vaso Khvaridze, um descendente da família principesca georgiana, que foi trazido para a Ucrânia em meados do século XIX pelo general de Moscou Ladonsky após o Guerra do Cáucaso.
Ele passou sua infância na aldeia de Talalaivka, província de Poltava (agora a aldeia de Stara Talalaivka, distrito de Talalaivka, região de Chernihiv).
Em 1899, formou-se na escola primária zemstvo.
Ele gostava de esculpir figuras de pessoas e animais de barro mais que tudo. Esse tipo de entretenimento estranho atraiu a atenção de seu tio, o artista e arqueólogo Serhiy Mazaraki (um representante da famosa família Mazaraki), que se formou na Academia de Artes de São Petersburgo e trabalhou como curador do departamento do Instituto Arqueológico de Kiev. Ele levou o menino para Kiev, onde Ivan estudou no ginásio particular de Valker.
1907–1909 - estudou na Escola de Arte de Kiev, onde foi orientado pelo famoso escultor Fedor Balavensky.
1909-1910 - estudou na Academia de Artes de São Petersburgo com I. Hinsburg.
1910–1911 - aperfeiçoou suas habilidades artísticas no estúdio privado de Naum Aronson (Paris), depois voltou a Kiev para participar do concurso para o melhor desenho do monumento à princesa Olga. A partir de 1912, ele foi cenógrafo da produtora de filmes P. Timan e F. Reinhard.
Em fevereiro de 1915 ele foi mobilizado para o exército russo e enviado para servir no 119º Batalhão de Reserva, estacionado em Vyatka, e em abril de 1915 foi transferido para a escola de alferes em Peterhof (perto de São Petersburgo), mais tarde - para o 3º Batalhão combinado da Reserva de Guardas em Czarskoe Selo, que montou guarda perto das salas do último imperador russo Nicolau II em fevereiro de 1917.
Durante o estado ucraniano de Hetman Pavlo Skoropadsky, em Romny, no final de outubro de 1918, ele criou o primeiro monumento de corpo inteiro a Taras Shevchenko. Trabalhando lá no departamento de educação pública, ele ensinou desenho em 6 escolas, dirigiu um clube de teatro da cidade e foi o principal diretor do Teatro de trabalhadores móveis e camponeses de Romensky (1925-1930).
Ele era dotado de uma energia extraordinária. Seus amigos, Auguste Rodin e Fedor Chaliapin, apoiaram seu desejo por uma busca ousada, queima criativa. Durante seus seis anos em sua cidade natal (1917-1923) ele organizou uma sociedade para a proteção de monumentos antigos e promoveu a abertura de um museu de folclore local. Trabalhadores da ferrovia ofereceram 40 barris de cimento pelo monumento a Shevchenko. Em vez disso, eles pediram para organizar uma trupe e construir um teatro. Kavaleridze concordou. O teatro foi inaugurado.
Ele tinha a magia de unir pessoas criativas ao seu redor. 125 pessoas entraram no teatro: diretores, artistas, maestros. "Os artistas pegavam talento no talento, era difícil conseguir um ingresso para o teatro", - disse o diretor do teatro Ivan Kavaleridze. O repertório foi cuidadosamente selecionado. "Canção da Floresta", "Nas catacumbas", "Na Casa do Trabalho, no Limite do Cativeiro" de Lesya Ukrainka, "Burlak" de Karpenko-Kary.
Em 1941, durante a Segunda Guerra Mundial, chefiou o departamento de cultura da Câmara Municipal de Kiev.
Após a guerra, quando as autoridades de ocupação russas perseguiram o artista por estar sob o domínio alemão e o estúdio de cinema de Kiev o despejou de seu apartamento, o mestre foi abrigado pela atriz Lyubov Gakkebush em seu apartamento em Velyka Zhytomyrska.
Na década de 1950, ele criou baixos-relevos no perímetro de uma das camadas da torre da casa em St. George's Lane. № 2 em Kiev (não preservado).
Ele morreu em Kiev em 3 de dezembro de 1978. Ele foi enterrado no cemitério de Baikove.

## Outros trabalhos
Como dramaturgo, ele escolheu temas principalmente históricos e humanos. Ele disse: "O teatro ucraniano para mim não foi apenas um feriado para a alma, mas também uma escola de vida. O drama heróico-romântico “Perekop” revela o tema da Guerra Civil, “A Espada de Votan” - a Segunda Guerra Mundial. As peças são caracterizadas por uma compreensão crítica da vida, orientação satírica. Monumentos ao poeta-filósofo Kavaleridze foram erguidos em Lokhvytsia, Kiev; um busto na aldeia de Chornukhy, uma placa memorial erguida na Praça Vermelha em Kiev, um longa-metragem "Hryhoriy Skovoroda" (1958).
Na peça "Grigory Skovoroda (Grigory e Paraskeva)" (1968), uma descrição vívida de Skovoroda é criada. 
O nobre insiste em aceitar a oferta da rainha e se mudar para a capital.

Nobre. Hryhoriy Savych, a quem você serve aqui? Carregue uma vela na frente da cortina e ela não verá a luz. Aqui você é um tocador de sinos para os surdos, e os surdos não estão à altura do sino.
Hryhoriy: Eu não vou deixar a Ucrânia

Suas palavras soam proféticas: “Você é sábio - o povo está dormindo! Deixe-o dormir e dormir forte e heróico. Mas todo sonho é natural, quem dorme não está morto nem estúpido, e quando adormece vai acordar. Durma um pouco - acorde." 
Ele é autor de peças apresentadas em teatros de Kharkiv, Ternopil, Dnipropetrovsk, Sumy, etc.:
- Espada de Votan (1966)
- O primeiro sulco (1969)
- "Escavação"
- "Gregory e Paraskeva"

Ele deixou uma coleção de artigos e memórias.

## Filmes
Como diretor de cinema, Kavaleridze fez apenas 9 longas-metragens.
No entanto, seu talento imediatamente colocou o artista no mesmo nível de Dovzhenko, Pudovkin, Eisenstein. No entanto, ainda há poucas informações sobre Ivan Kavaleridze na cultura ucraniana e sua figura é desconhecida do grande público.
Kavaleridze foi ao cinema depois de conhecer O. Dovzhenko e o vice-presidente da VUFKU Zinovy Sidersky.
Sua estreia cinematográfica foi o filme "Chuva" em 1929, que se perdeu em circunstâncias misteriosas. O filme "Chuva" foi criado por Kavaleridze na onda de admiração pelo construtivismo, pela obra do Teatro Berezil e pela poesia de Taras Shevchenko.
É sabido que recebeu respostas muito contundentes e polares da imprensa devido à sua atração pelo construtivismo.
Portanto, em filmes subsequentes, Kavaleridze tenta gradualmente se afastar de sua busca de vanguarda.
Ele foi repetidamente acusado de "preconceito nacionalista" por seu trabalho.
O próximo filme foi Perekop em 1930, do cinema épico, foi baseado nas técnicas de montagem de Assault Nights em 1931 e um dos primeiros filmes com som foi Koliivshchyna em 1933. Todos eles ainda gravitam parcialmente para o construtivismo, porque Kavaleridze não desistiu dessa direção. Essas obras não encontraram apoio suficiente dos críticos de cinema soviéticos da época.
A virada para a atividade criativa de Kavaleridze e para o cinema soviético em geral foi o filme de 1936, Prometeu. O filme recebeu críticas devastadoras dele. Isso marcou a chegada do método socialista-realista ao cinema da época e a rejeição de todo experimental, inovador. B. Shumlyatsky, em particular, realmente "enterrou" o filme no artigo "Cinematografia simples e clara".
Após tal ressonância no ambiente cultural da Ucrânia soviética na década de 1930, Kavaleridze foi transferido para filmar óperas musicais livres de conflito. Por exemplo, "Natalka-Poltavka" em 1936, "Zaporozhetes no Danúbio" em 1937.
Durante as filmagens do seu próximo filme "Oleksa Dovbush" em 1941, Ivan Kavalerizde viu-se sob ocupação alemã por causa da Operação Barbarossa, mesmo assim ele não perde o desejo pelo trabalho artístico, então tenta chegar a um acordo de cooperação com as autoridades alemãs, que ocuparam temporariamente as terras ucranianas. Este foi seu erro, pois a marca de um colaborador na União Soviética estava fortemente ligada a ele. Portanto, ele não tinha mais permissão para trabalhar no cinema. Somente durante o "degelo" Kavaleridze fez dois filmes "Grigory Skovoroda" em 1959 e "Povya" em 1961. Esses filmes são rodados à moda antiga, típica de seus filmes dos anos 30. Portanto, eles não tiveram um sucesso explosivo.
O já mencionado filme "Povya" (1961) baseado no romance homônimo de Panas Mirnyi, muito elogiado pela crítica da época, foi o último filme criado por Kavaleridze. Ao contrário de trabalhos anteriores no cinema e no teatro, o diretor recorre a um psicologismo mais profundo, maior precisão de características, alta cultura de direção, graças à qual o espectador vivencia profundamente a tragédia de uma mulher desfavorecida. Os autores da imagem encontraram a chave que permitiu criar não um filme ilustrativo, mas original e profundo. A diretora e roteirista Nonna Kapelgorodska selecionou os momentos mais importantes do romance, traçou claramente uma linha dramática associada ao destino de Cristo. O diretor não se concentrou em acessórios externos, roupas, paisagens, cenas folclóricas, mas na reprodução de personagens originais profundos.

Na década de 60, o artista voltou à escultura.   